# Kerk van Rejsby
De Kerk van Rejsby (Deens: Rejsby Kirke) is de parochiekerk van de Deense Volkskerk in het dorp Rejsby in de gemeente Tønder, Denemarken.

## Beschrijving
De in de 13e eeuw gebouwde kerk werd gewijd aan Sint-Laurentius, de heilige die in 354 werd geroosterd nadat hij zijn geld niet aan de keizer had geschonken maar aan de armen had uitgedeeld. Het gebouw bestond uit een kerkschip, een koor en een apsis en werd opgetrokken van rijnlandse tufsteen, graniet en baksteen.
De oude romaanse apsis viel in 1761 onder slopershamer in verband met een oostelijke uitbreiding van het koor. Een noordelijke ingang werd in 1878 dichtgemetseld en de toegang tot de kerk verplaatst naar de toren. Ook een zuidelijke toegang werd dichtgemetseld, net als drie noordelijke ramen. In 1892 werd de hele zuidelijke muur met grote ramen herbouwd. De gehele kerk heeft een loden dakbedekking, met uitzondering van het koor, dat een leien dak heeft.
De toren is laat-gotisch en werd rond 1500 gebouwd. De merkwaardige, oorspronkelijke achthoekige spits bleef behouden. In de toren hangen twee klokken: één uit 1737 en één uit 1920.
Uit de renaissance stamt het noordelijke voorportaal. De in 1550 gebouwde toevoeging werd vroeger als schoolruimte gebruikt en is tegenwoordig een kapel. De sacristie grens aan het noordelijke koor en dateert uit circa 1500.

## Interieur
Het interieur van de kerk is relatief eenvoudig en heeft overal houten plafonds. Het koor had tot 1961 een gepleisterd plafond, hetgeen toen werd vervangen door een houten plafond. Hier bevindt zich een plafondbeschildering van Mogens Jørgensen uit 1962. De kunstenaar verklaart zijn werk als een hemelroos die zich bij het naderen ontvouwt.
In de kerk hangt aan de noordelijke muur van het schip een crucifix dat door Jes Lind in 1913 werd gemaakt. Daarnaast hangt in het koor nog een corpus zonder armen van een kruisbeeld uit de vroege jaren 1400. Verder hangen er in de kerk twee beeldengroepen. Helaas betreffen het kopieën van originelen uit de jaren 1400. De ene voorstelling betreft een houten beeld van de Maagd Maria met het Kind Jezus en de ander een beeldengroep van Anna te Drieën. De originelen bevinden zich sinds 1902 in het museum te Flensburg.
Het barokke altaarstuk is uit 1677 en is versierd met gedraaide zuilen en de beelden van Paulus, Petrus, de vier evangelisten, Mozes, Johannes de Doper en boven de zegevierende Christus. De schilderijen betreffen voorstellingen uit het leven van Jezus: het avondmaal, de Doop, Jezus in de hof van Gethsemane, de Judaskus en de Kruisiging. Het altaarstuk werd in 1961 gerestaureerd door Einer V. Jessen.
De renaissance preekstoel dateert uit 1612. Aan de kuip zijn de reliëfs te zien uit de kindertijd van Jezus (Aankondiging, geboorte in Bethlehem, de aanbidding der herders, de besnijdenis en de doop). Het klankbord stamt uit dezelfde tijd.
Het met hoofden en dieren versierde doopvont (circa 1200) is uit graniet gehouwen en van laat-romaanse stijl. De rijk gedecoreerde hemel van het doopvont stamt uit 1671.
De westelijke galerij uit 1739 werd in 1772 versierd met schilderijen. Hier bevindt zich ook het kerkorgel, dat van recentere datum is.